# Vrba laponská
Vrba laponská (Salix lapponum) je nízká keřovitá rostlina, druh z rodu vrba, kde je zařazen do podrodu Vetrix; v Česku je považována za reliktní.

## Výskyt

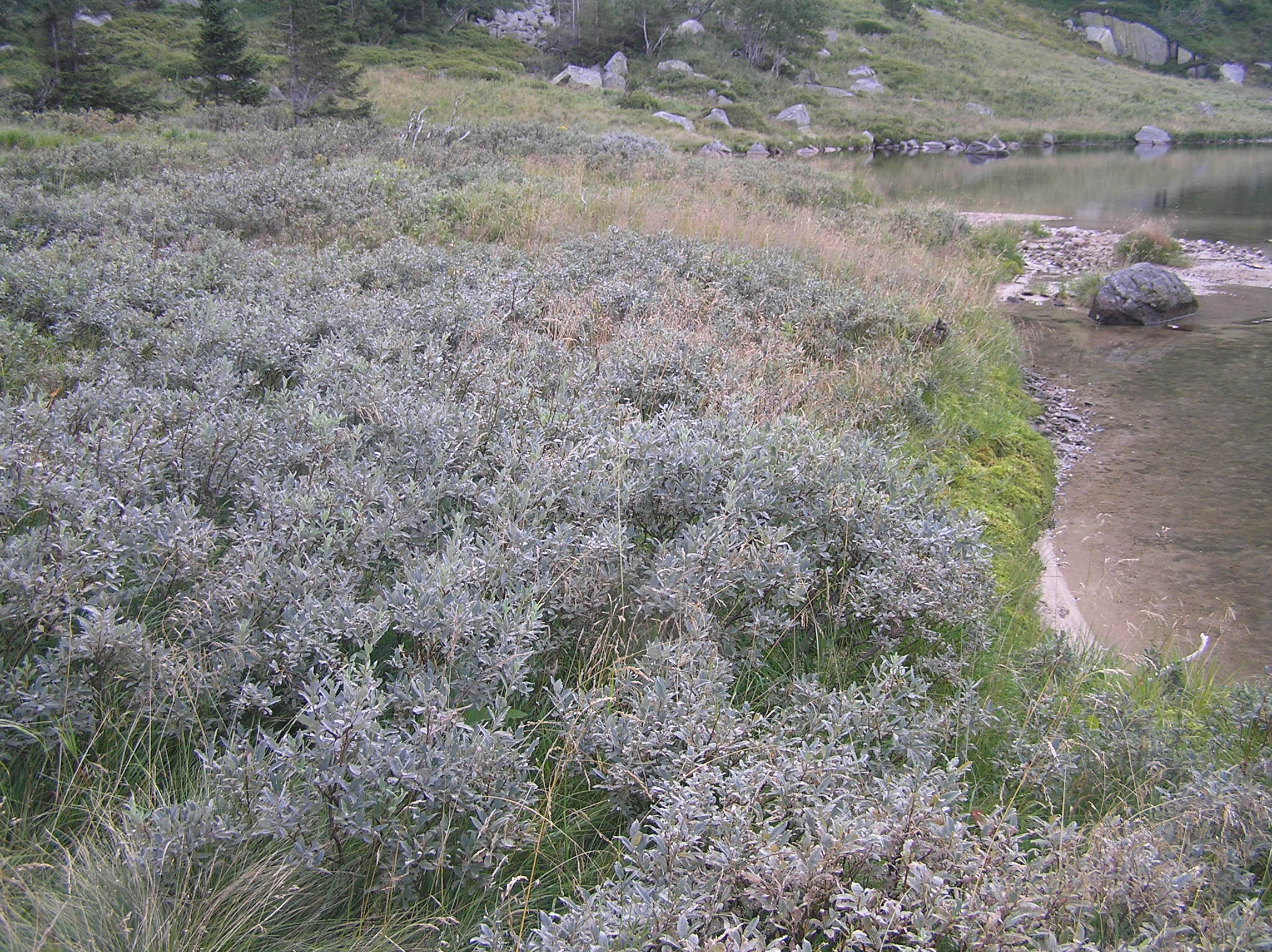
Vrba laponská u jezera Mały Staw v polských Krkonoších

Největší areál výskytu, téměř souvislý, je na severu Eurasie, zasahuje hlavně severní a severozápadní Evropu a západní Sibiř, kde se nejvíce vyskytuje v tundrách s přesahem do lesostepí. Rozsáhlé skupiny vrby laponské se dále nacházejí v mokřadech na Polsko-běloruských hranicích. Mimo tohle hlavní pásmo se v malých skupinkách vyskytuje ve Skotsku, Francouzském středohoří, Sudetech, Karpatech a na severu Balkánského poloostrova. Její ostrůvkovitý výskyt v těchto místech je dán opakováním glaciálních a meziglaciálních období. Preferuje vlhký a mokrý biotop s vysokou hladinou spodní vody, vyžaduje půdu s vysokým podílem organických látek a kyselou reakcí. Roste ve vrchovištních rašeliništích, vřesovištích, ledovcových kotlech, na bažinatých loukách a v křovinách na březích vodních toků, převážně na silikátových podkladech. Vyskytuje se v místech s dlouho ležící sněhovou pokrývkou.
V České republice se vyskytuje pouze v Sudetách ve dvou geografických celcích, v Hrubém Jeseníku a v Krkonoších, celkem ve skromném počtu jedinců.

## Popis
Je to dvoudomý, vzpřímený, opadavý keř s průměrem kmínků do 3 cm a krátkými, hustě rozvětvenými větvemi vyrůstajícími do výšky 1 až 1,5 m. Vytváří rozsáhlé rozvolněné polykormony které jsou z dálky identifikovatelné podle sivé barvy. Mladé letorosty jsou zpočátku chlupaté, později chlupy opadají a stanou se téměř lysými, vyrůstají na nich špičaté lysé listové pupeny dlouhé 3 až 4 mm. Střídavě vyrůstající poměrně tlusté listy nají řapíky dlouhé od 4 do 6 mm a záhy opadávající drobné palisty. Stříbrošedé listové čepele, podlouhle vejčité nebo vejčitě kopinaté, bývají dlouhé 3 až 5 cm a široké 1,2 až 1,5 cm. U báze jsou klínovitého tvaru nebo tupě sbíhavé, na vrcholu špičaté nebo tupé, po obvodu celokrajné. Líce mají řídce chlupaté až lysé, ruby naopak hodně chlupaté až plstnaté.
Do přisedlých květenství s několika opadavými listy u báze, do jehněd, 2 až 4 cm dlouhých a téměř 1,5 cm širokých jsou sestaveny jednopohlavné květy. V samčích přisedlých jehnědách jsou květy se dvěma tyčinkami s lysými nitkami nesoucími prašníky zpočátku purpurové a později hnědé. Květy ve stopkatých samičích jehnědách obsahují téměř přisedlý semeník, jehož stupeň ochlupení je značně variabilní. Čnělka dlouhá v průměru 1 mm nese ohnutou dvoulaločnou bliznu. Dlouze chlupaté květní listeny jsou tmavohnědé, úzká nektarová žláza má délku 2 mm.
Květy rozkvétají ještě před rozvitím listů, tj. v podmínkách ČR v červnu, bývají zhruba z poloviny opylovány hmyzem a z poloviny větrem. Plody jsou dvouchlopňové tobolky o délce až 8 mm, ve kterých je uloženo asi 10 až 12 ochmýřených semen s nízkou klíčivostí. Kromě pohlavního rozmnožování semeny má rostlina ještě možnost, a tu často využívá, rozmnožovat se vegetativně pomoci kořenových či stonkových výmladků a zakořeňováním větviček. Dožívá se v průměru 30 let. Chromozómové číslo: 2n = 38.

## Hybridizace
Na svých stanovištích v ČR se vrba laponská kříží s vrbou slezskou, s kterou vytváří hybrid Salix × nepetifolia. Ten je schopný se dále rozmnožovat, případně se i zpětně křížit s rodiči.

## Taxonomie
Vrba laponská je ve středoevropských podmínkách poměrně variabilním druhem, v Krkonoších byly popsány rostliny se zcela lysými listy a semeníky. Tato rozdílnost byla vyhodnocena jako nová varieta a krkonošský endemit. Taxonomickou hodnotu této odchylky bude nutné ještě podrobit kritické revizi. Variety:
- Vrba laponská pravá (Salix lapponum L. var. lapponum)
- Vrba laponská krkonošská (Salix lapponum L. var. daphneola (Tausch) Wimm).[4][5]

## Ohrožení
V Hrubém Jeseníku vyrůstá na jediném místě pod Tabulovými kameny nedaleko Pradědu pouze osamocený polykormon samičího pohlaví, asi značného stáří. V Krkonoších na české straně se prokazatelně vyskytuje na 14 lokalitách pravděpodobně přirozeně a dále na 12, kde byla uměle vysazena ve druhé polovině 20. století v rámci revitalizace. Na polském územní Krkonoš se nachází na 4 místech.
Postupný úbytek exemplářů a obavy z úplného vymizení toho vzácného druhu rostoucího výhradně v Krkonošském národním parku a v Chráněné krajinné oblasti Jeseníky vedl v roce 2000 při tvorbě „Černého a červeného seznamu cévnatých rostlin ČR“ k zařazení variety vrby laponské krkonošské mezi kriticky ohrožené druhy a variety vrby laponské pravé mezi silně ohrožené druhy. Ve vyhlášce č. 395/1992 vydané MŽP ČR je druh vrba laponská začleněna mezi kriticky ohrožené druhy.